# 安洲街道
安洲街道是中国浙江省仙居县所辖的一个街道。面积48.3平方千米，人口2.72万人。邮编：317300。

## 行政区划
办事处驻西门村。

下辖3个社区、22个行政村：市桥、西门、西郭垟；市桥、西门、西郭垟、全塘、下垟陈、石卡、直屋、西灿、下园、大庙前、炉兴、坚固、三桥、杜婆桥、西周、岭下张、岭脚、螺蛳田、路口、完山头、柱岩。